# Псевдотрофеусы
Псевдотрофеусы (лат. Pseudotropheus) — род рыб семейства цихловых. Рыбы этого рода обитают в озере Малави (Ньяса), расположенном в Восточной Африке. Относятся к группе ""Мбуна"", что буквально означает "житель скал". Это название точно описывает образ жизни этих цихлид, которые живут среди подводных скал на мелководье, в отличие от группы ""Утака"", которые плавают в толще воды. В основном псевдотрофеусы среднего размера, отличаются от других необычными двуверхими зубами. Узор в основном состоит из темных вертикальных полос. Большинство псевдотрофеусов питаются главным образом водорослями, покрывающими пышным ковром скалы и каменные россыпи, иногда планктоном. В последнее время ряд видов превдотрофеусов был отнесен к другим родам (Maylandia, Melanochromis или Tropheops).
Самцы большинства видов, принадлежащих к этому роду, территориальны. Обычно они защищают территорию между камнями или выступами скал. Самки и подростки, в зависимости от плотности популяции, живут поодиночке или небольшими группами. Самки в основном не защищают определенную территорию, хотя у некоторых видов можно наблюдать и это.

## Pазмножение псевдотрофеусов
Как и большинство цихлид из озера Малави, самки этого рода инкубируют икру во рту. Самцы часто имеют на анальном плавнике пятна, напоминающие икру. Мечущие икру самки пытаются подобрать ртом имитацию икринок, и в это время самцы выделяет сперму в рот, тем самым оплодотворяя икру. В этом момент самцы и самки совершают интенсивные круговые движения, напоминающие танец. Самка инкубирует икру во рту без еды в течение 2-4 недель в зависимости от вида, после чего на свободу выходят мальки. Родители заботятся о своем потомстве и становятся агрессивными по отношению к другим рыбам, которые представляют опасность для мальков.

## Псевдотрофеус в аквариуме
Рыбы из этого рода являются популярными среди аквариумистов за их яркие цвета и "интеллектуальное" поведение, но их разведение требует некоторого опыта. Они довольно агрессивны и требуют больших аквариумов с достаточным количеством укрытий. Как правило, важно сохранять высокий уровень заселенности в аквариуме, чтобы распределить эту агрессию. Лучше держать их вместе с другими африканскими цихлидами аналогичного размера. Среди аквариумных рыб они являются долгожителями и живут до пяти лет. Их диета должна быть основана на растительных белках, иногда необходимо добавлять живой корм.

## Виды
Принадлежность многих цихлид тому или иному виду точно не установлена и разнится в разных источниках. Здесь приведены виды псевдотрофеусов по FishBase (A Global Information System on Fishes).
- Pseudotropheus ater (Stauffer, 1988)
- Pseudotropheus crabro (Ribbink & Lewis, 1982)	(Цихлида-хамелеон) (en: bumblebee cichlid или hornet cichlid)
- Pseudotropheus cyaneus (Stauffer, 1988)	(en: Cyan hap)
- Pseudotropheus demasoni (Konings, 1994)
- Pseudotropheus elongatus (Fryer, 1956)	(Стройный псевдотрофеус) (en: Elongate mbuna)
- Pseudotropheus fainzilberi (Staeck, 1976) (Псевдотрофеус Файнзильбера (Малави 12))
- Pseudotropheus flavus (Stauffer, 1988)
- Pseudotropheus fuscoides (Fryer, 1956) (Бурый псевдотрофеус)
- Pseudotropheus fuscus  (Trewavas, 1935) (Голубоватополосый псевдотрофеус)
- Pseudotropheus galanos (Stauffer & Kellogg, 2002)
- Pseudotropheus longior (Seegers, 1996)
- Pseudotropheus minutus (Fryer, 1956)	(Желтоплавничный псевдотрофеус)
- Pseudotropheus purpuratus) (Johnson, 1976) (Псевдотрофеус Чисумулу)
- Pseudotropheus saulosi (Konings, 1990)
- Pseudotropheus socolofi (Johnson, 1974) (Пиндани или псевдотрофеус Соколофа) (en: Pindani)
- Pseudotropheus tursiops (Burgess & Axelrod, 1975) (Голубой псевдотрофеус)
- Pseudotropheus williamsi (Günther, 1894)	(Псевдотрофеус Вильямса) (en: Red top williamsi)

## Виды, иногда выделяемые в отдельный род Tropheops
По FishBase (A Global Information System on Fishes) и некоторым другим эти виды выделяют в отдельный род, по ITIS (the Integrated Taxonomic Information System) и некоторым другим относят к роду Pseudotropheus.
- Pseudotropheus gracilior (Pseudotropheus tropheops gracilior) (Trewavas, 1935) или Tropheops gracilior
- Pseudotropheus lucerna (Trewavas, 1935) (Псевдотрофеус Лучерна) или Tropheops lucerna
- Pseudotropheus macrophthalmus (Pseudotropheus tropheops macrophthalmus) (Ahl, 1926) (Широкополосый псевдотрофеус) или Tropheops macrophthalmus
- Pseudotropheus microstoma (Pseudotropheus tropheops microstoma) (Trewavas, 1935) (Пятиполосый псевдотрофеус) или Tropheops microstoma
- Pseudotropheus modestus (Johnson, 1974) (Псевдотрофеус Мбенджи) или Tropheops modestus
- Pseudotropheus novemfasciatus (Regan, 1922) (Девятиполосый псевдотрофеус) или Tropheops novemfasciatus
- Pseudotropheus tropheops romandi (Colombй, 1979) или Tropheops romandi
- Pseudotropheus tropheops или Pseudotropheus tropheops tropheops (Regan, 1922) (Трофеопс или изменчивый псевдотрофеус) или Tropheops tropheops

## Виды, ранее относившиеся к псевдотрофеусам
Здесь приведены виды по FishBase (A Global Information System on Fishes).
- Pseudotropheus aurora (Burgess, 1976) (Желтогорлый псевдотрофеус) сейчас Maylandia aurora
- Pseudotropheus barlowi (Mckaye & Stauffer, 1986) (Золотой псевдотрофеус) сейчас Maylandia barlowi
- Pseudotropheus callainos (Stauffer & Hert, 1992) сейчас Maylandia callainos
- Pseudotropheus elegans (Trewavas, 1935) (Коричневый псевдотрофеус) сейчас Maylandia elegans
- Pseudotropheus estherae (Konings, 1995) (en: Red zebra) сейчас Maylandia estherae
- Pseudotropheus greshakei (Meyer & Foerster, 1984) (en:William's mbuna) сейчас Maylandia greshakei
- Pseudotropheus hajomaylandi (Meyer & Schartl, 1984) сейчас Maylandia hajomaylandi
- Pseudotropheus heteropictus (Staeck, 1980) (Семиполосый псевдотрофеус) сейчас Maylandia heteropicta
- Pseudotropheus lanisticola (Burgess, 1976) (Узорчатохвостый ракушечник) сейчас Maylandia lanisticola
- Pseudotropheus livingstonii (Boulenger, 1899) (Псевдотрофеус Ливингстона) сейчас Maylandia livingstonii
- Pseudotropheus lombardoi (Burgess, 1977) (Псевдотрофеус Ломбардо) сейчас Maylandia lombardoi
- Pseudotropheus pursus (Stauffer, 1991) сейчас Maylandia pursa
- Pseudotropheus xanstomachus (Stauffer & Boltz, 1989) сейчас Maylandia xanstomachus
- Pseudotropheus zebra (Boulenger, 1899) (Псевдотрофеус-зебра) (en: Zebra mbuna) сейчас Maylandia zebra
- Pseudotropheus auratus (Boulenger, 1897) (en: Golden mbuna) сейчас Melanochromis auratus
- Pseudotropheus brevis (Trewavas, 1935) сейчас Melanochromis brevis
- Pseudotropheus joanjohnsonae (Johnson, 1974) (en: Pearl of Likoma) сейчас Melanochromis joanjohnsonae
- Pseudotropheus johannii (Eccles, 1973) (en: Bluegray mbuna) сейчас Melanochromis johannii
- Pseudotropheus perspicax (Trewavas, 1935) сейчас Melanochromis perspicax